# Alcimus Ecdicius Avitus
Avitus Alcimus Ecdicius vagy Vienne-i Avitus (kb. 460 – 518. február 5.) késő római keresztény író. Előkelő családból származott, 494-ben Vienne (Frank Birodalom) püspöke lett. Katolikus hitre térítette az ariánus Sigismundud trónörököst és a burgundiai uralkodóház több tagját.
Tevékenységét és írásaiban fennmaradt szellemiségét leginkább az ariánusok elleni harc jellemezte. Irodalmi hagyatéka nyolcvanhat levelet, köztük komoly teológiai értekezéseket foglal magában, amelyekben elsősorban a monofizitizmus és a szemipelagianizmus ellen foglalt állást. Harmincnégy homíliájából mindössze három maradt fenn, ezek egyike a Libelli de spiritualis historiae gestis V. (Az üdvtörténet eseményeiről írt öt könyvecske) című költeménye. Ebben feldolgozza a teremtéstörténetet, a bűnbeesést, a vízözönt, s a kereszténység előképeként értelmezi az Egyiptomból való kivonulást, valamint Mózes és a fáraó történetét.
Fuscina szerzetesnőhöz írta a szüzesség erényét dicsőítő elbeszélő költeményét, amelyet a Lucifer alakját megjelenítő, az elveszett paradicsom első irodalmi feldolgozásaként tartanak számon. Ezt dolgozta fel később John Milton Elveszett paradicsom (Paradise Lost) című eposzában, és ez inspirálta Madách Imre Az ember tragédiáját is.
Verseire a jó szerkesztés és a tiszta latinság jellemző, prózai alkotásai azonban már magán viselik a hanyatlás jeleit. Avitus védelmezte a pápai tekintélyt is, híres kijelentése szerint: ha kétségbe vonják, hogy a pápa a világ pápája, nem a püspök, de a püspökség inog meg.

## Művei
- Libelli de spiritalis historiae gestis V.

I. De origine mundi
II. De originali peccato
III. De sententia Dei
IV. De diluvio mundi
V. De transitu maris rubri
- De laude virginitatis
- Epistulae